# Kaltenwestheim
Kaltenwestheim là một đô thị thuộc huyện in the Schmalkalden-Meiningen trong bang Thüringen, nước Đức. Đô thị này có diện tích 19,36 km², dân số thời điểm 31 tháng 12 năm 2006 là 1029 người.